# Saint-Séverin-sur-Boutonne
Saint-Séverin-sur-Boutonne és un municipi francès situat al departament del Charente Marítim i a la regió de la Nova Aquitània. L'any 2007 tenia 121 habitants.

## Demografia

### Població
El 2007 la població de fet de Saint-Séverin-sur-Boutonne era de 121 persones. Hi havia 52 famílies de les quals 12 eren unipersonals (12 dones vivint soles i 12 dones vivint soles), 28 parelles sense fills i 12 parelles amb fills.
La població ha evolucionat segons el següent gràfic:
Habitants censats

### Habitatges
El 2007 hi havia 81 habitatges, 53 eren l'habitatge principal de la família, 12 eren segones residències i 16 estaven desocupats. Tots els 81 habitatges eren cases. Dels 53 habitatges principals, 50 estaven ocupats pels seus propietaris i 3 estaven llogats i ocupats pels llogaters; 1 tenia dues cambres, 5 en tenien tres, 12 en tenien quatre i 35 en tenien cinc o més. 44 habitatges disposaven pel capbaix d'una plaça de pàrquing. A 21 habitatges hi havia un automòbil i a 26 n'hi havia dos o més.

### Piràmide de població
La piràmide de població per edats i sexe el 2009 era:
| Homes | Edats   | Dones |
| ----- | ------- | ----- |
| 0     | 95 o +  | 0     |
| 0     | 90 a 94 | 0     |
| 4     | 85 a 89 | 4     |
| 4     | 80 a 84 | 0     |
| 8     | 75 a 79 | 8     |
| 4     | 70 a 74 | 12    |
| 12    | 65 a 69 | 0     |
| 4     | 60 a 64 | 8     |
| 0     | 55 a 59 | 8     |
| 4     | 50 a 54 | 0     |
| 4     | 45 a 49 | 4     |
| 0     | 40 a 44 | 0     |
| 4     | 35 a 39 | 4     |
| 4     | 30 a 34 | 0     |
| 0     | 25 a 29 | 4     |
| 0     | 20 a 24 | 0     |
| 0     | 15 a 19 | 0     |
| 0     | 10 a 14 | 4     |
| 4     | 5 a 9   | 4     |
| 0     | 0 a 4   | 4     |

## Economia
El 2007 la població en edat de treballar era de 62 persones, 31 eren actives i 31 eren inactives. De les 31 persones actives 25 estaven ocupades (12 homes i 13 dones) i 6 estaven aturades (1 home i 5 dones). De les 31 persones inactives 20 estaven jubilades, 5 estaven estudiant i 6 estaven classificades com a «altres inactius».

### Ingressos
El 2009 a Saint-Séverin-sur-Boutonne hi havia 55 unitats fiscals que integraven 120 persones, la mediana anual d'ingressos fiscals per persona era de 15.783,5 €.

### Activitats econòmiques
Dels 7 establiments que hi havia el 2007, 1 era d'una empresa de construcció, 2 d'empreses de comerç i reparació d'automòbils, 1 d'una empresa d'hostatgeria i restauració, 1 d'una empresa immobiliària, 1 d'una empresa de serveis i 1 d'una empresa classificada com a «altres activitats de serveis».
Dels 2 establiments de servei als particulars que hi havia el 2009, 1 era un paleta i 1 agència immobiliària.
L'any 2000 a Saint-Séverin-sur-Boutonne hi havia 5 explotacions agrícoles.

## Poblacions més properes
El següent diagrama mostra les poblacions més properes.